# Warszawa Powiśle
Warszawa Powiśle – przystanek kolejowy Polskich Kolei Państwowych na warszawskiej linii średnicowej, położony na terenie warszawskiego śródmieścia, przy ul. Leona Kruczkowskiego i Smolnej. Według klasyfikacji PKP ma kategorię dworca aglomeracyjnego.
W roku 2022 wymiana pasażerska wyniosła 2 100 osób dziennie.

## Historia
Przystanek początkowo miał się nazywać Warszawa Skarpa. Wybudowano go w latach 1954–1963, według projektu Arseniusza Romanowicza i Piotra Szymaniaka, zakładającego dodatkowe wykorzystanie peronów do komunikacji pieszej pomiędzy Śródmieściem a położonym pod skarpą Powiślem. W trakcie budowy rozebrano część zabytkowych neorenesansowych pawilonów przy wiadukcie mostu Poniatowskiego, co jednak w pewnej mierze zostało zrekompensowane wysoką jakością architektoniczną nowego budynku, a szczególnie oryginalnym kształtem zadaszeń peronów.
W latach 2006–2007, w związku z remontem tunelu średnicowego, przystanek został wyremontowany.
W czerwcu 2009 w dawnym budynku kas biletowych przy ul. Leona Kruczkowskiego 3B otwarto klubokawiarnię Warszawa Powiśle.
W październiku 2010 w górnym pawilonie przystanku oraz przejściu do pawilonu dolnego zorganizowano wystawę poświęconą linii średnicowej projektu Arseniusza Romanowicza, Piotra Szymaniaka i współpracowników.

## Obsługiwane połączenia
Na przystanku zatrzymują się pociągi:
| Przewoźnik         | Linia | Trasa                                                            |       |
| ------------------ | ----- | ---------------------------------------------------------------- | ----- |
| Koleje Mazowieckie | R1    | Warszawa Wschodnia — Warszawa Powiśle — Skierniewice             | [ 6 ] |
| Koleje Mazowieckie | R2    | Warszawa Zachodnia — Warszawa Powiśle — Łuków                    | [ 6 ] |
| Koleje Mazowieckie | R3    | Warszawa Wschodnia — Warszawa Powiśle — Kutno                    | [ 6 ] |
| Koleje Mazowieckie | R6    | Warszawa Zachodnia — Warszawa Powiśle — Tłuszcz                  | [ 6 ] |
| Koleje Mazowieckie | R7    | Warszawa Zachodnia — Warszawa Powiśle — Dęblin                   | [ 6 ] |
| SKM Warszawa       | S1    | Otwock — Warszawa Powiśle — Pruszków                             | [ 7 ] |
| SKM Warszawa       | S2    | Sulejówek Miłosna — Warszawa Powiśle — Warszawa Lotnisko Chopina | [ 7 ] |

## Plany na przyszłość
W 2021 spółka PKP PLK podpisała umowę na projekt dwóch nowych przystanków, które mają zastąpić Warszawę Powiśle. Jeden z nich powstanie przy rondzie de Gaulle’a, a drugi pomiędzy ul. Solec i Wybrzeżem Kościuszkowskim. Infrastruktura przystanku ma zostać zachowana i będzie służyła do komunikacji pieszej.

## Galeria

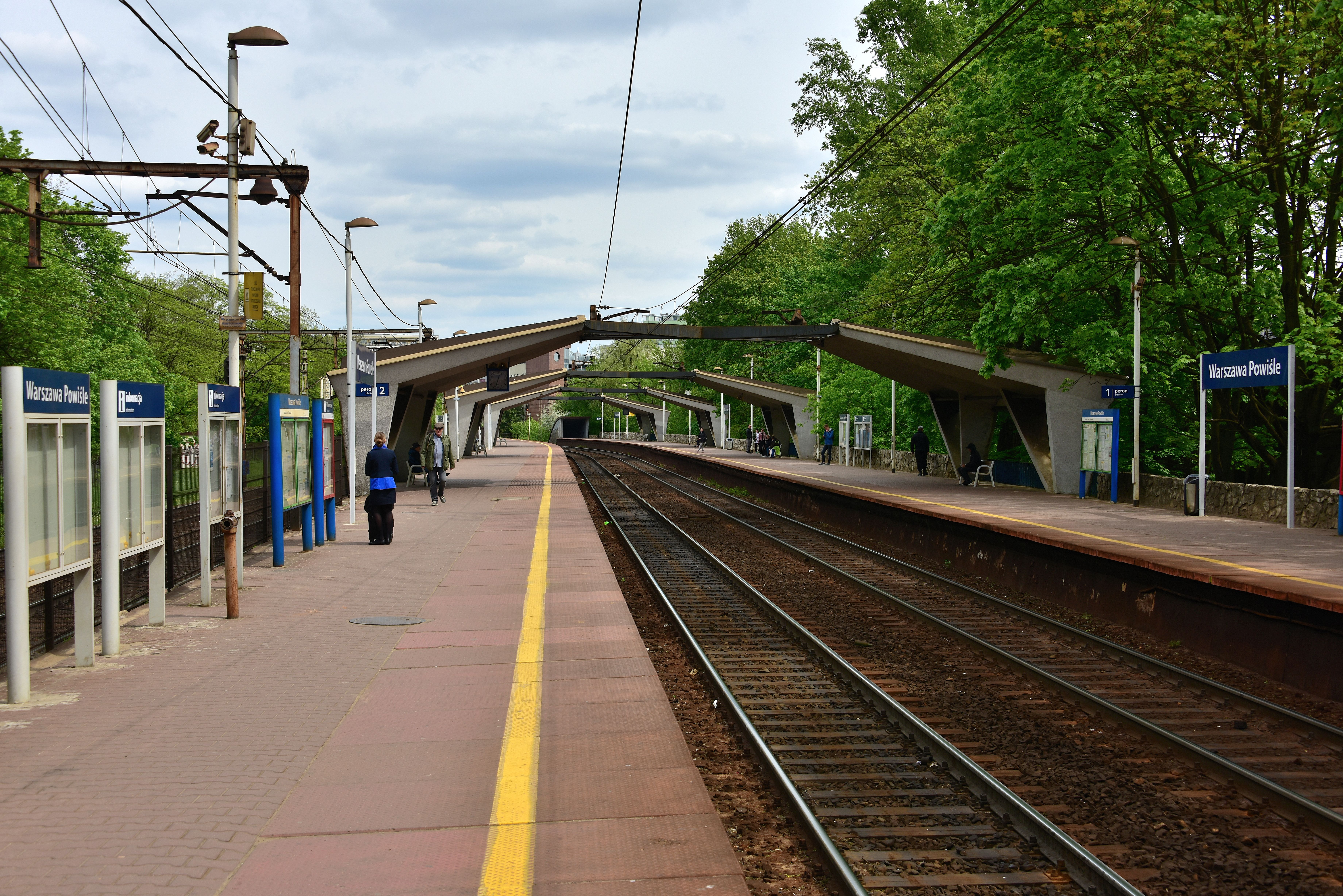
Widok w kierunku Pragi
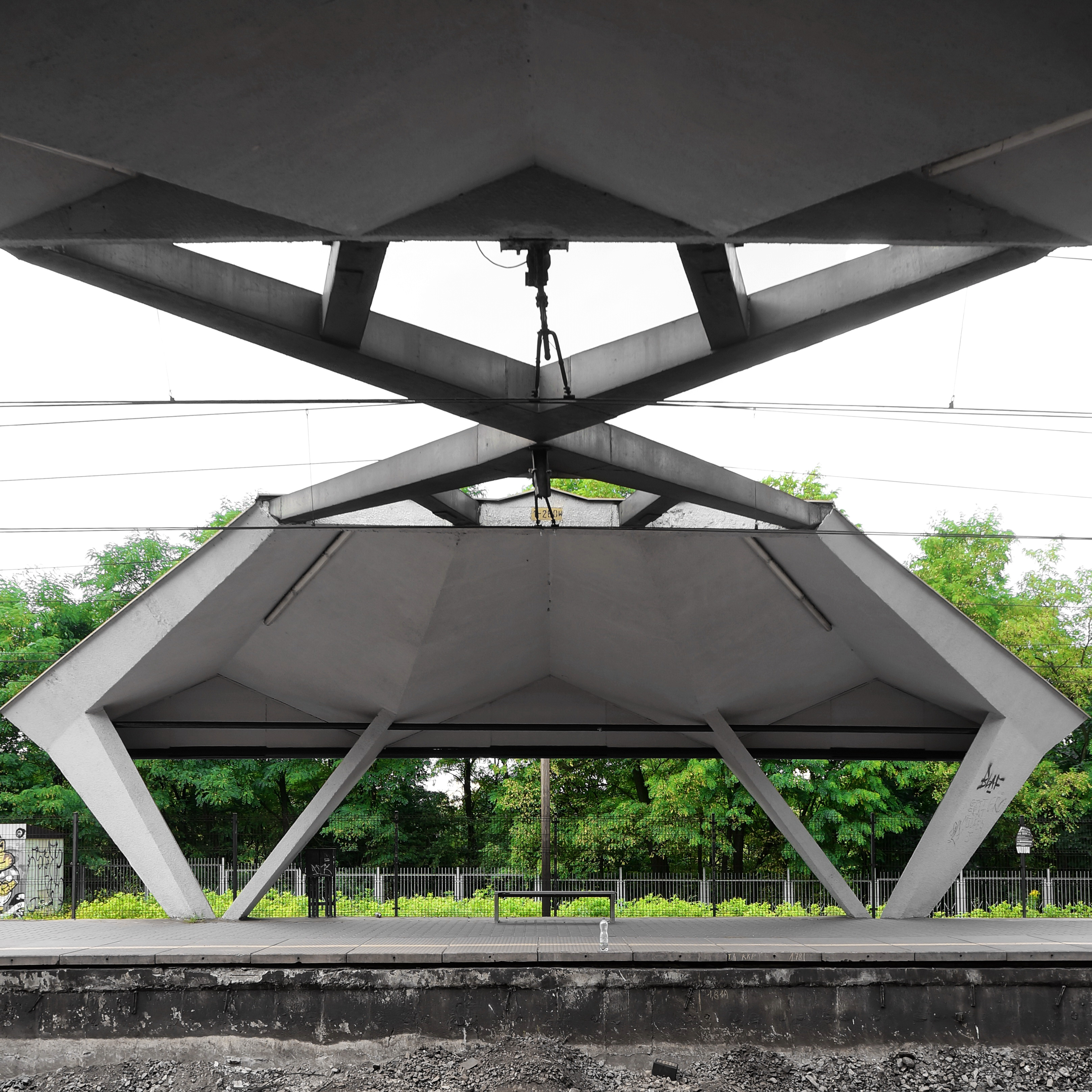
Charakterystyczne betonowe zadaszenia peronów uległy zmianie po 1989 poprzez usunięcie szyb zbrojonych pod każdym dachem i zastąpienie ich szarą dyktą[10][wymaga weryfikacji?].
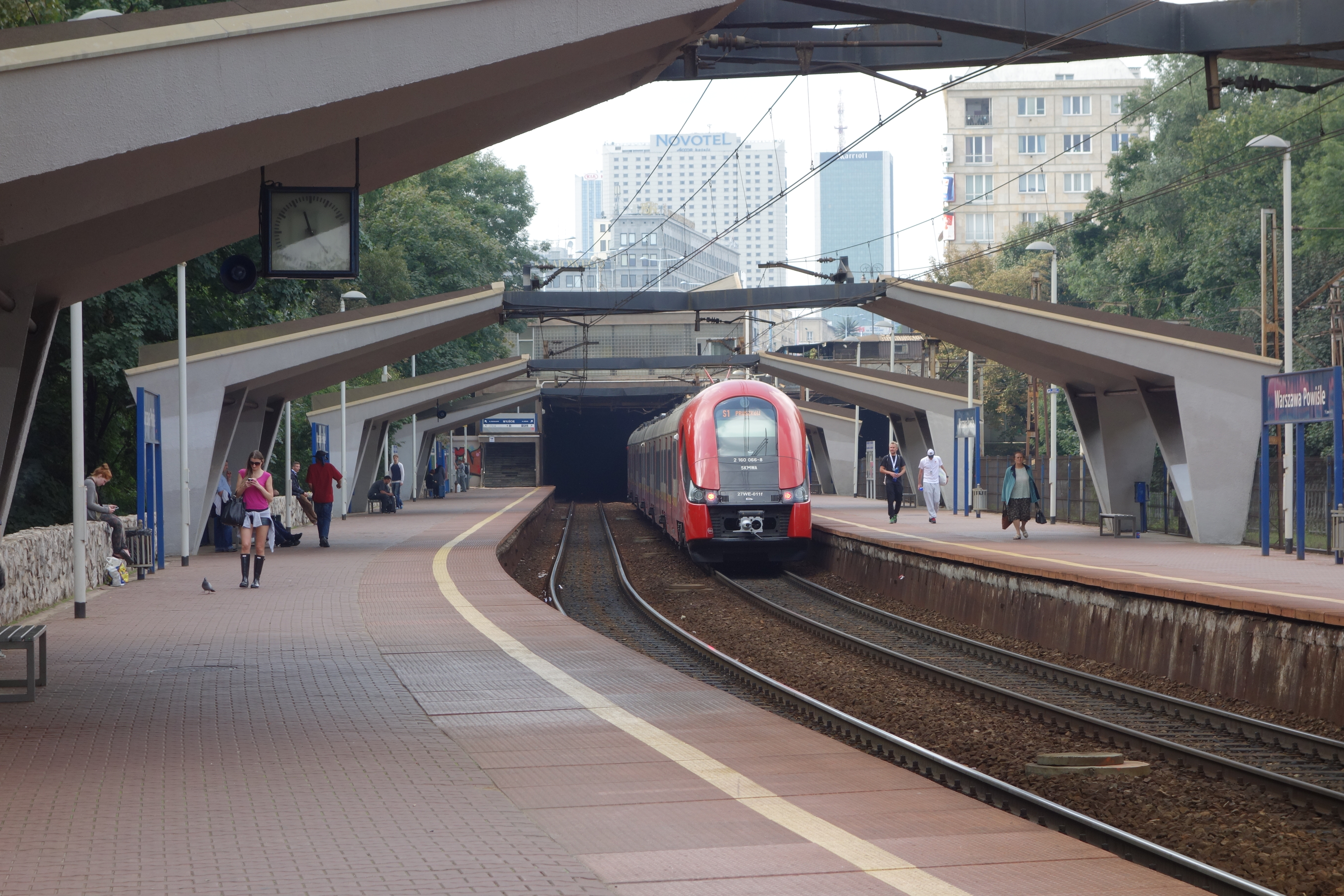
Widok w kierunku Śródmieścia. Widoczny wjazd do tunelu średnicowego.
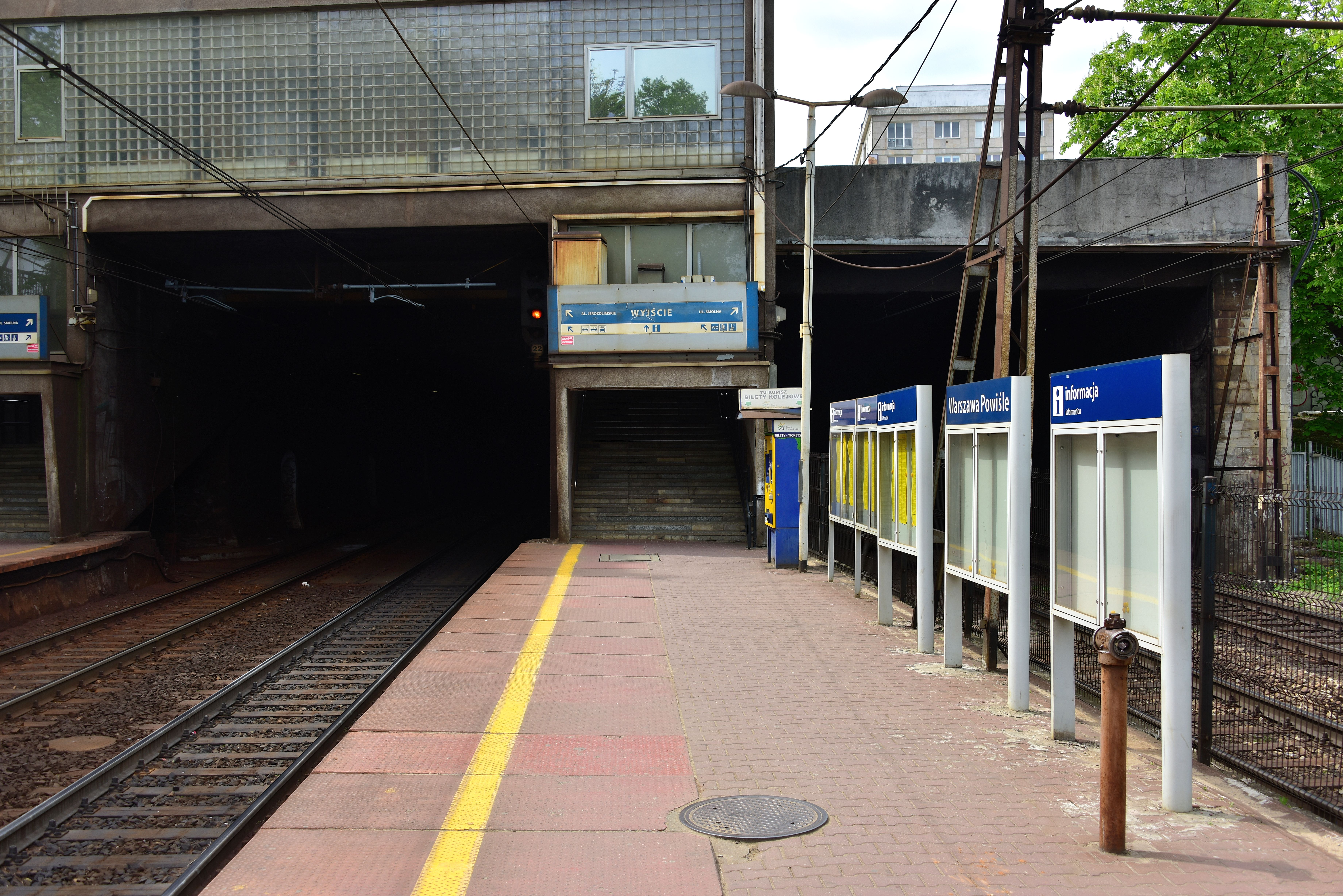
Wjazd do tunelu średnicowego, po prawej widoczne dwa tory linii dalekobieżnej
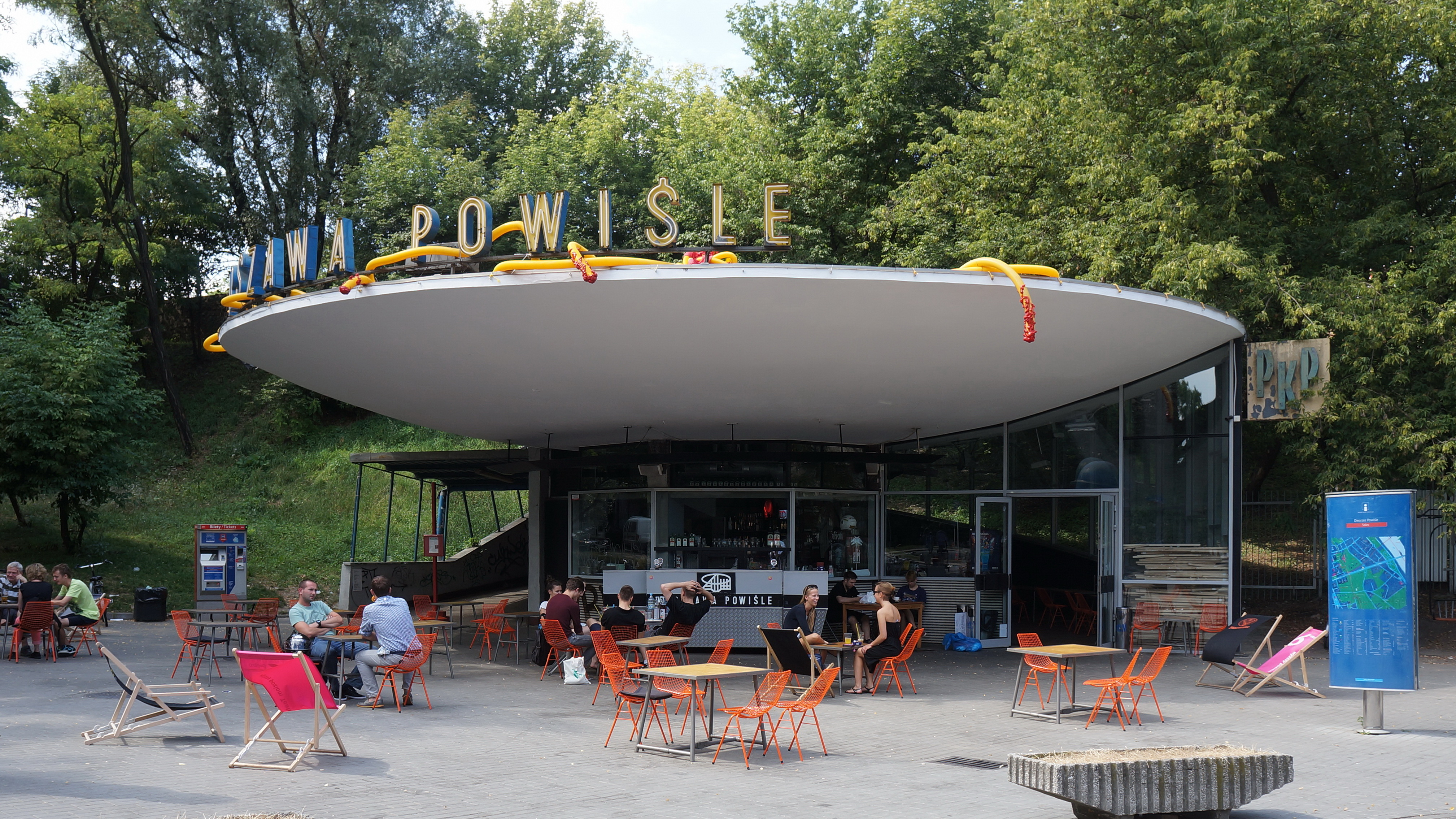
Klubokawiarnia działająca w dawnym pawilonie kas biletowych.
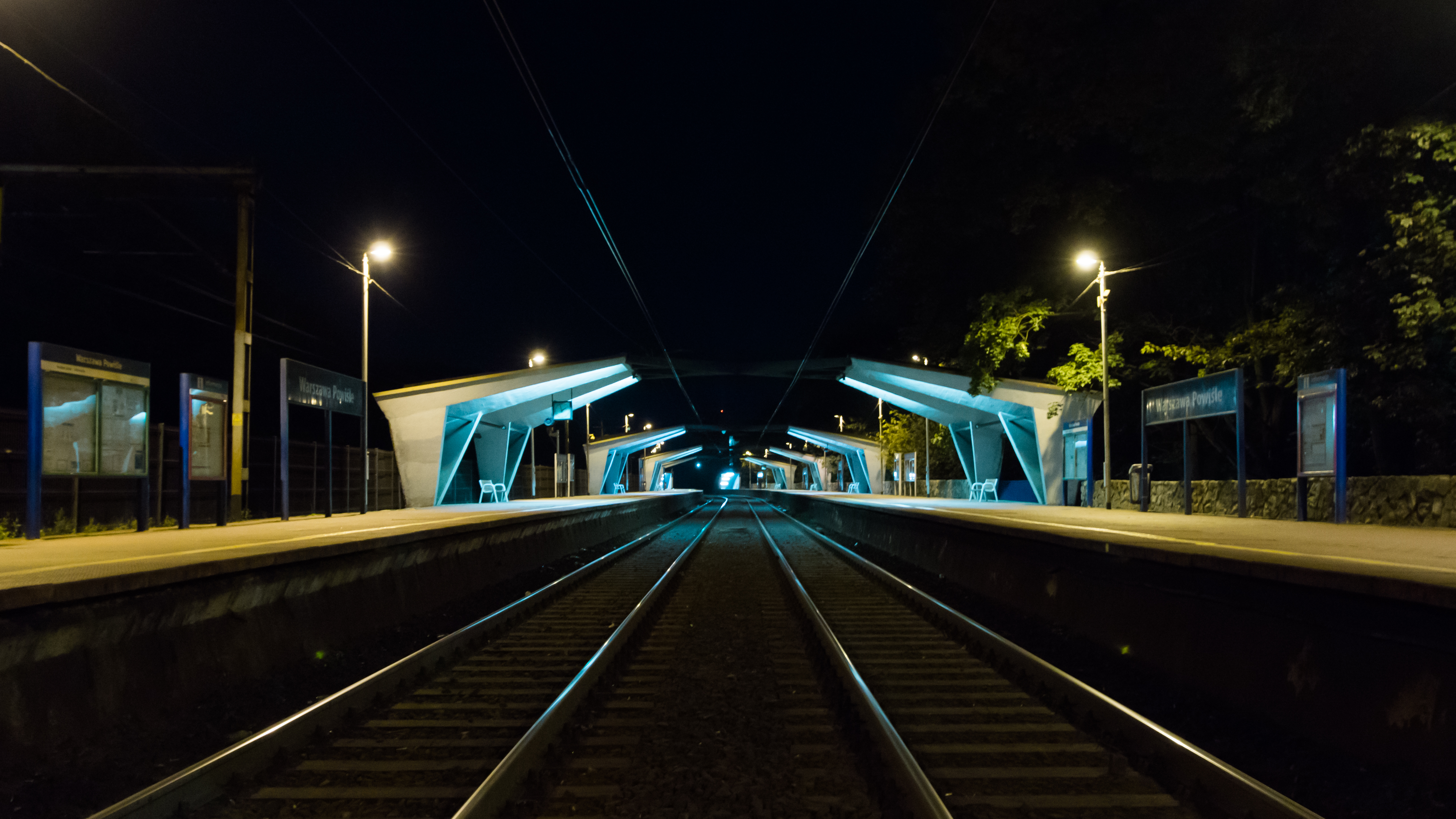
Widok na przystanek z poziomu torów w kierunku wschodnim nocą.